# Magdeleine noire des Charentes
 (octobre 2024).
La magdeleine noire des Charentes N est un cépage très ancien trouvé, en 1992, à Saint-Suliac. Inconnu en collection, il a révélé par son génome être la mère du merlot N et du côt N.

## Origine

### Découverte récente
Ce cépage cumule les évènements exceptionnels.
Qu'on trouve un cépage inconnu, en Bretagne, à Saint-Suliac, en 1992, était déjà une curiosité puisque la partie septentrionale de la Bretagne n'est plus considérée comme viticole à l'exception de quelques pieds de raisin de table (à la différence de la Bretagne nantaise, qui a maintenu un vignoble avec des AOC notamment et une filière professionnelle : Gros-plant-du-pays-nantais et Muscadet).
Ensuite, prélevés en 1993, quelques-uns de ses sarments vont atterrir sur les tables expérimentales de chercheurs de l'INRA de Montpellier, spécialisés dans l'identification de cépages. Leur verdict est qu'il s'agit d'une vigne cultivée inédite, et donc pas d'une lambrusque. 
En 2004-2005, des comparaisons de génomes font apparaître qu'elle est inconnue dans les collections du domaine de Vassal qui en compte plus de 2 300 exemplaires. C'est donc la redécouverte d'un cépage d'origine très ancienne, qu'a réalisée François-Xavier Perrin, en 1992.
Entre 2004 et 2008, une mission de recherche de cépages en Charentes découvre quatre pieds de treille inconnus dans quatre villages des Charentes. Après analyse de leur génome, il s'agit de la même variété de vigne que celle de Saint-Suliac. On peut désormais lui donner un nom puisque les Charentais qui la cultivaient l'appelaient madeleine, probablement à cause de sa précocité, étant mûre pour la sainte Madeleine, le 22 juillet. Face au grand nombre de cépages ayant porté le nom de madeleine, ils la nomment magdeleine noire des Charentes.
Un échantillon de cellules de ce cépage fut envoyé à l'Université de Californie à Davis spécialisée dans le décodage génétique. Le résultat fut inédit, car ce cépage était la mère du merlot N (métissage avec le cabernet franc N) et du côt N, (métissage avec le prunelard N), deux cépages très cultivés dont on ignorait l'origine.

### Origine historique
En lui attribuant ce nom, les chercheurs ont admis l'hypothèse d'une origine charentaise. La proximité avec Bordeaux et le sud-ouest expliquent alors le métissage qui a donné merlot N et côt N. Le mystère demeure de sa présence beaucoup plus ancienne en Bretagne. Peut-être une datation future de l'âge du pied de vigne trouvé pourra-t-elle dévoiler un élément de réponse ? Il est en tout cas étrange de trouver un cépage rouge dans une zone trop septentrionale pour sa culture. Les vestiges de feu le vignoble breton - en dehors du Pays Nantais - découverts à ce jour révélaient des vignes de cépages blancs.

## Caractères ampélographiques
- Feuille adulte moins découpée que celle du cabernet franc. Sa feuille est plutôt trilobée et a des dents ogivales[5].

## Aptitudes
C'est un cépage très précoce.